# مردم محجوب
مردم محجوب (انگلیسی: Shy People) فیلمی به کارگردانی آندری کونچالوفسکی است که در سال ۱۹۸۷ منتشر شد. از بازیگران آن می‌توان به باربارا هرشی، جیل کلایبورگ، مارتا پلیمپتن، مر وینینگام و پروییت تیلور وینس اشاره کرد.
باربارا هرشی جایزه بهترین بازیگر زن جشنواره فیلم کن سال ۱۹۸۷ میلادی را برای بازی در این فیلم دریافت کرد.